# Arrêts de la Cour de justice (1956)
Pour les articles homonymes, voir Arrêts de la Cour de justice.
Les arrêts de la Cour de justice de 1956 sont au nombre de sept.

## Sources

## Compléments